# Карбонизација
Угљенисање или карбонизација је термин који се користи за претварање органских супстанци у угљеник или замена која је на бази угљеника користећи процес хемијске промене изазване грејањем или деструктивном (сувом) дестилацијом. Угљенисање се обично користи у органској хемији како би се гас или катран добио од сировог угља. Генерално говорећи фосилна горива су производи карбонизације (угљенисања) насталих од фосилних остатака биљака. Угљенисање је често егзотермна реакција што значи да може да буде самоодржива и може бити коришћена као извор енергије који не производи угљен-диоксид.
Када је биоматеријал изложен изненадном сагоревању (као у слуцају експлозије атомске бомбе или изливања лаве из вулкана), он може бити угљенисан веома брзо, претварајући се у стање чврстог угљеника. Приликом разарања Помпеје вулканском лавом, многе органске ствари попут намештаја су били угљенисани.

## Угљенисање у производњу биодизел горива
Угљенисање (карбонизација) је коришћено за прављење нових катализатора за добијање биодизела од етанола и масних киселина. Катализатор је добијен карбонизацијом шећера као што су глукоза и сахароза. У једном примеру, шећери су изложени азоту при температури од 400 степени пуних 15 сати и та реакција је резултовала тиме да се шећер претвара у остатке црног угљеника који се састоји од мешавине слојева полицикличног ароматичног угљеника.

## Процес настанка угља
Угљенисање дрвета обично захтева температуре изнад 280°C. Угљенисање се може сматрати и као спонтан распад дрвета све док се не добије угаљ. Овакав угаљ и даље садржи приличне количине остатака дрвета, пепела и осталих примеса.